# عبد الأحد خان
عبد الأحد خان (26 مارس 1859 - 3 يناير 1911) كان الأمير السابع عشر من سلالة منغيط ذات الاصول المنغولية التي ينتهي نسبها لجنكيز خان، والتي تولت حكم إمارة بخارى في آسيا الوسطى.وقيل انه تولى الحكم وهو يبلغ 26 عاما، بعد وفاة والده، الأمير مظفر الدين بهادر خان، في 12 نوفمبر 1885.تزوج وكان له ابن واحد فقط هو،محمد عالم خان، الذي خلفه بعد وفاته. وقد تلقى عبد الأحد تعليمه في المدرسة العسكرية الروسية، وحصل على رتبة القائد العام في الجيش الروسي.

## توليه
عندما تولى عبد الأحد خان الإمارة في بخارى ألغيت عقوبات التعذيب القاسية للسجناء وتقنين عقوبات الإعدام.وشهد وقته نشاطا اقتصاديا في بدأ الإنتاج التجاري بإمارة بخارى للمعادن: النحاس والحديد والذهب، وجذب رؤوس الأموال والعمال الأجانب. بالإضافة لرواج بخارى في إنتاج الفراء الثمين والصوف.
ووفقا لبعض الحسابات الشخصية للأمير فأنه يوجد بخزينة الدولة الروسية كمية ضخمة مايقارب 27 مليون روبل الذهب وإن كان لا يزال حوالي 7 ملايين نسمة في المصارف التجارية الخاصة في روسيا.
صرف المكافآت والجوائز وأسس وسام التاج من ولاية بخارى.
أعطى الكثير من الاهتمام للقوات المسلحة للدولة., في 1895 أعاد تنظيم جيش بخارى.
وكان الأمير عبد الأحد عضوا فخريا في الجمعية الخيرية في تركستان. وكان له مكانة خاصة في رعاية شؤون الإسلام.لذلك لانه أرسل وقف لصالح المقدسات في مكة المكرمة والمدينة المنورة وقد تبرع أمير عبد الأحد بعدة الاف من روبل الذهب لبناء خط سكة حديد الحجاز.
وقد قام بدور استثنائي في بناء المسجد الشهير في سانت بطرسبرغ - أكبر مسجد في أوروبا في ذلك الوقت.بالإضافة إلى ذلك، دعم الأمير عبد الأحدالتجار البخاريين.

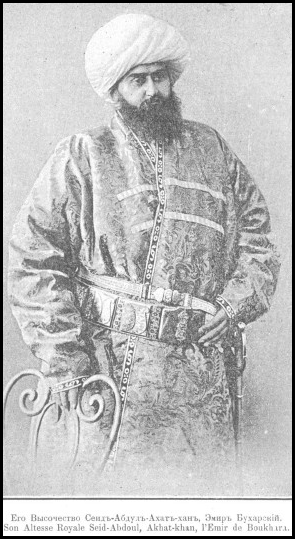

وقد كان عبد الأحد خان مولعا بالشعر.ولم يكن فقط معجبا بالادب ولكنه كان يكتب «ديوان» (قصائد).تحت اسما مستعار "Odzhiz"
وقد منح لقب «صاحب السمو» له من قبل الإمبراطور نيكولاس الثاني.
وقد كان أيضا عضوا فخريا لنادي القرم والقوقاز الجبلية
توفي في ليلة 26-27 نوفمبر (09-10 ديسمبر)، 1910، وخلافا لغيره من أمراء بخارى دفن في Kermine. وخلفه ابنه السيد محمد عالم خان.